# Discocerina aracataca
Discocerina aracataca är en tvåvingeart som beskrevs av Cresson 1940. Discocerina aracataca ingår i släktet Discocerina och familjen vattenflugor. Inga underarter finns listade i Catalogue of Life.